# Aeronca L-3
Aeronca L-3 là một nhóm các dòng máy bay liên lạc và thám sát, được Quân đoàn Không quân Lục quân Hoa Kỳ sử dụng trong Chiến tranh thế giới II. Seri L-3 được chuyển thể từ các kiểu Tandem Trainer và Chief của Aeronca trước chiến tranh.

## Biến thể
Định danh O-58 thay cho định danh L-3 vào tháng 4 năm 1942
- YO-58
- O-58 / L-3
- O-58A / L-3A
- O-58B / L-3B
- O-58C / L-3C
- L-3D — Aeronca 65TF Defender
- L-3E — Aeronca 65TC Defender
- L-3F — Aeronca 65CA Defender
- L-3G — Aeronca 65L Super Chief
- L-3H — Aeronca 65TL Defender
- L-3J — Aeronca 65TC Defender
- JR-1
- TG-5
- TG-33
- LNR

## Quốc gia sử dụng
Hoa Kỳ
- Không quân Lục quân Hoa Kỳ
- Hải quân Hoa Kỳ

## Tính năng kỹ chiến thuật (L-3C)
Dữ liệu lấy từ Jane's Fighting Aircraft of World War II.
Đặc điểm tổng quát
- Kíp lái: 2
- Chiều dài: 21 ft 10 in (6,67 m)
- Sải cánh: 35 ft 0 in (10,67 m)
- Chiều cao: 9 ft 1 in (2,74 m)
- Diện tích cánh: 169 ft² (15,6 m²)
- Trọng lượng rỗng: 835 lb (379 kg)
- Trọng lượng có tải: 1.260 lb (572 kg)
- Động cơ: 1 × Continental O-170-3 OR a Continental O-65-8, 65 hp (48 kW)

 Hiệu suất bay 
- Vận tốc cực đại: 87 mph (76 kn, 139 km/h)
- Vận tốc hành trình: 79 mph (69 kn, 126 km/h)
- Vận tốc tắt ngưỡng: 46 mph (40 kn, 73 km/h)
- Tầm bay: 218 mi (189 hải lý, 350 km)
- Trần bay: 10.000 ft (3.050 m)
- Vận tốc lên cao: 404 ft/phút (123 m/phút)
- Tải trên cánh: 7,45 lb/ft² (36,1 kg/m²)
- Công suất/trọng lượng: 0,051 hp/lb (85 W/kg)